# ريتا ماي
ريتا ماي (بالإنجليزية: Rita May)‏ هي ممثلة بريطانية، ولدت في 9 مايو 1942 في إنجلترا في المملكة المتحدة.

## وصلات خارجية
- ريتا ماي على موقع IMDb (الإنجليزية)
- ريتا ماي على موقع قاعدة بيانات الفيلم (الإنجليزية)